# 安德鲁·史蒂文森
安德鲁·史蒂文森（英語：Andrew Stevenson，1957年12月7日—），新西兰男子赛艇运动员。他曾代表新西兰参加世界赛艇锦标赛，获得二枚金牌。他也曾参加1984年夏季奥林匹克运动会。